# Marie Collart

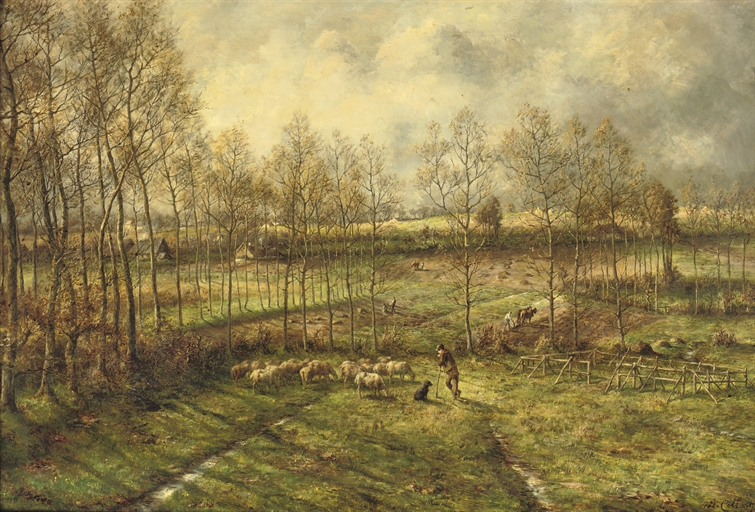
Marie Collart, La campagne en mars, datum onbekend

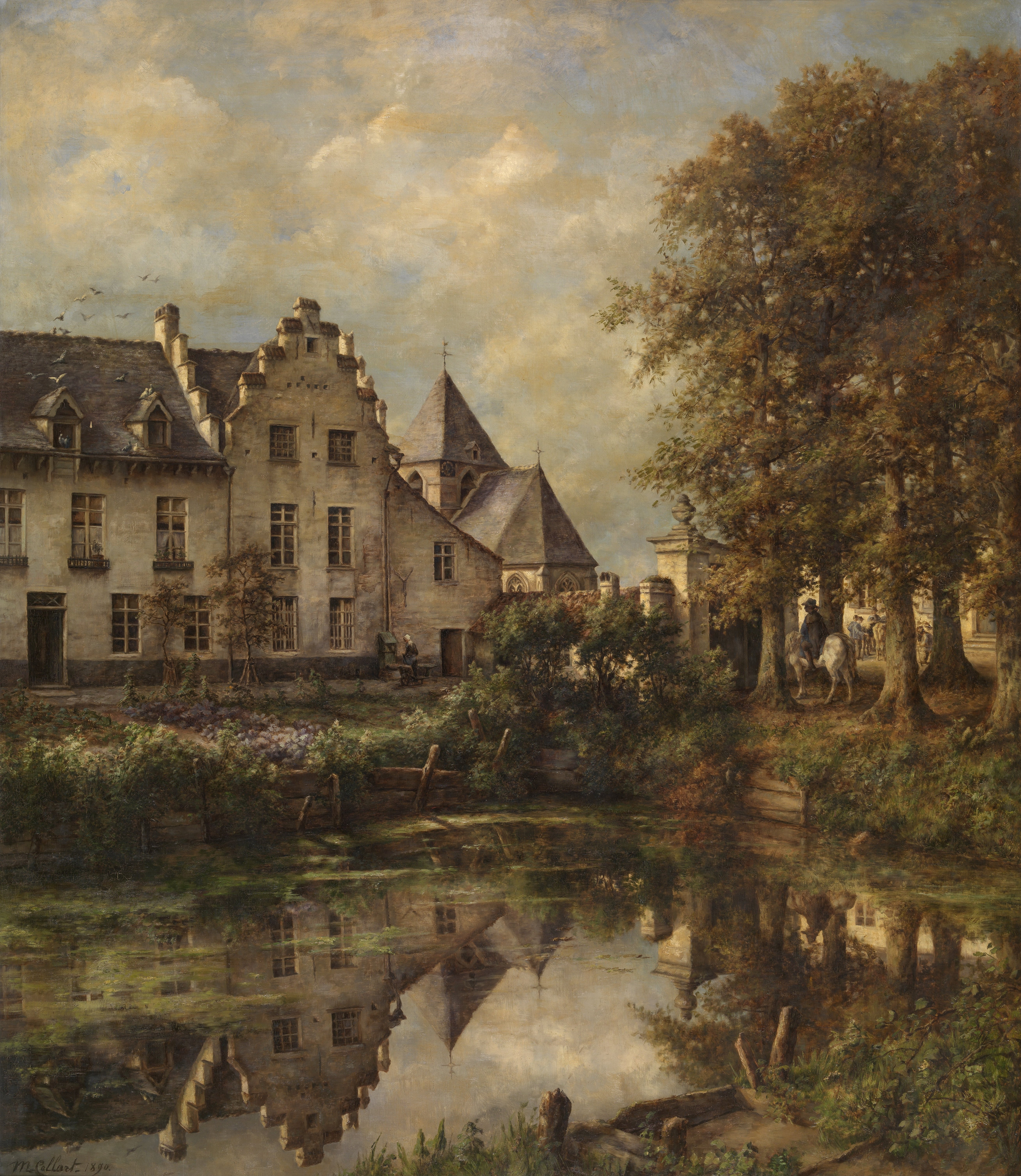
Marie Collart, Hofstede in Brabant, 1890, collectie Koninklijk Museum voor Schone Kunsten Antwerpen

Marie Collart-Henrotin (Brussel, 6 december 1842 – Nébida, 1911) was een Belgisch schilder.
Marie Collart groeide op in een welvarend gezin. Haar familie verbleef regelmatig in Tervuren, waar Collart kennismaakte met jonge landschapsschilders die in de open lucht werkten, zoals Hippolyte Boulenger en Alfred Verwée. Dit inspireerde haar om ook zelf te gaan schilderen. Ze was autodidact, maar kreeg advies van de schilders Alfred Verwée en Léonce Chabry en van de kunsthandelaar Arthur Stevens, die allen regelmatig de salons van haar moeder bezochten. Dankzij Stevens ontdekte ze het werk van vernieuwende kunstenaars als Millet, Courbet en Corot.
Collart reisde veel en debuteerde rond 1865 als schilder in Parijs.
Ze staat bekend om landschaps- en dierenschilderijen, en legde vooral het landschap van Brabant vast op een rustieke en gedetailleerde manier. Haar manier van werken was niet academisch. Vanwege haar verfrissend realisme werd ze uitgenodigd om stichtend lid te worden van de Société Libre des Beaux-Arts (1868). Als enige vrouw hield ze zich in deze kring op de achtergrond, en ze nam er ook gauw weer afstand van. Haar oeuvre bestaat uit ruim 150 doeken.
Ze huwde in 1871 met de militair Edmond Henrotin en woonde met hem sinds het eind van de 19de eeuw in Drogenbos, waar een straat naar haar vernoemd werd en haar woning beschermd is als onroerend erfgoed.
In 1881 is Marie Collart benoemd tot Ridder in de Leopoldsorde. Ze overleed in 1911 op Sardinië en werd begraven in het familiegraf Henrotin-Collart op de gemeentelijke begraafplaats van Drogenbos.